# Just Feel Better
Just Feel Better è un singolo del gruppo musicale statunitense Santana, pubblicato il 13 dicembre 2005 come secondo estratto dal ventesimo album in studio All That I Am.

## Descrizione
La canzone, cantata dal frontman degli Aerosmith, Steven Tyler, è stata prodotta da John Shanks e scritta da Jamie Houston, Buck Johnson e Damon Johnson.
Come spesso è accaduto con le canzoni di Carlos Santana, esiste una versione di Just Feel Better cantata da Wes Scantlin, anche se Santana ha detto di preferire la versione di Tyler perché "cantata con più emozione", benché abbia apprezzato entrambe le interpretazioni.

## Video musicale
Nel videoclip del brano appare l'attrice Nikki Reed che interpreta il personaggio principale.
Viene mostrata la storia di una ragazza con diversi problemi, come ad esempio un insegnante che fa avances sessuali verso di lei e un rapporto teso con la madre. Alla fine incontra un ragazzo veramente bello, che tuttavia rimane ucciso da un terribile incidente d'auto. Questa è stata l'ultima goccia per lei. La ragazza fa ammenda con la madre e diventa sempre più brava a scuola. Lei decide che vale comunque la pena lottare e, come recita il titolo della canzone, tutto quello che vuole è "solamente sentirsi meglio" (Just Feel Better, appunto).

## Tracce
Musiche di Santana.
1. Just Feel Better – 4:12
2. Santana (feat. Jorge Moreno) – 4:19
3. Smooth / Dame tu amor (feat. Rob Thomas) – 7:43
4. Illuminating – 4:33

## Classifiche
| Classifica (2005)                | Posizione massima |
| -------------------------------- | ----------------- |
| Argentina                        | 11                |
| Australia                        | 7                 |
| Belgio (Vallonia)                | 55                |
| Germania                         | 44                |
| Italia                           | 33                |
| Paesi Bassi                      | 58                |
| Regno Unito                      | 77                |
| Stati Uniti (adult contemporary) | 28                |
| Stati Uniti (adult top 40)       | 13                |
| Stati Uniti (mainstream rock)    | 37                |
| Svizzera                         | 39                |